# Charlotte Salomon
Pour les articles homonymes, voir Salomon.
Charlotte Salomon, née le 16 avril 1917 à Berlin et assassinée le 10 octobre 1943 à Auschwitz, à l’âge de 26 ans, est une artiste peintre allemande.
Issue d'une famille juive, elle réussit à quitter l'Allemagne en janvier 1939 et s'installe en France sur la Côte-d'Azur, près de Nice, où, pendant la Seconde Guerre mondiale, elle va élaborer l'œuvre de sa vie, Leben? oder Theater?.
En septembre 1943, cette région est à son tour occupée par l'armée allemande, ce qui permet aux policiers nazis de déporter les Juifs qui s'y trouvent, notamment Charlotte et son époux.

## Biographie

### Origines familiales et enfance berlinoise

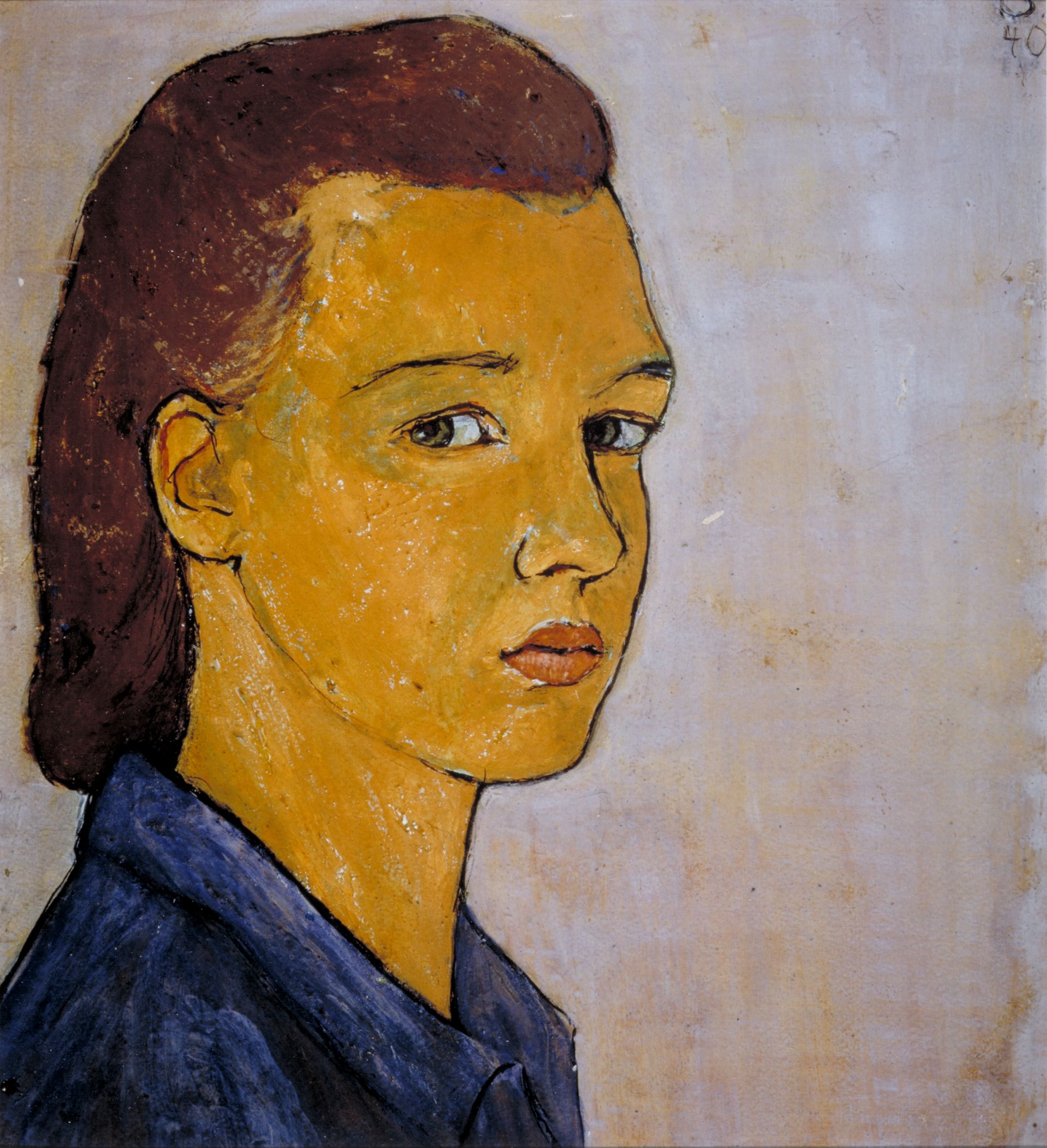
Autoportrait (1940).

Enfant unique d'Albert Salomon (en) (1883-1976) et de Fränze (Franziska) Grünwald, Charlotte Salomon grandit dans une famille aisée de la communauté juive berlinoise, résidant dans le quartier de Charlottenbourg. Son père est médecin et professeur à l'université Humboldt de Berlin.

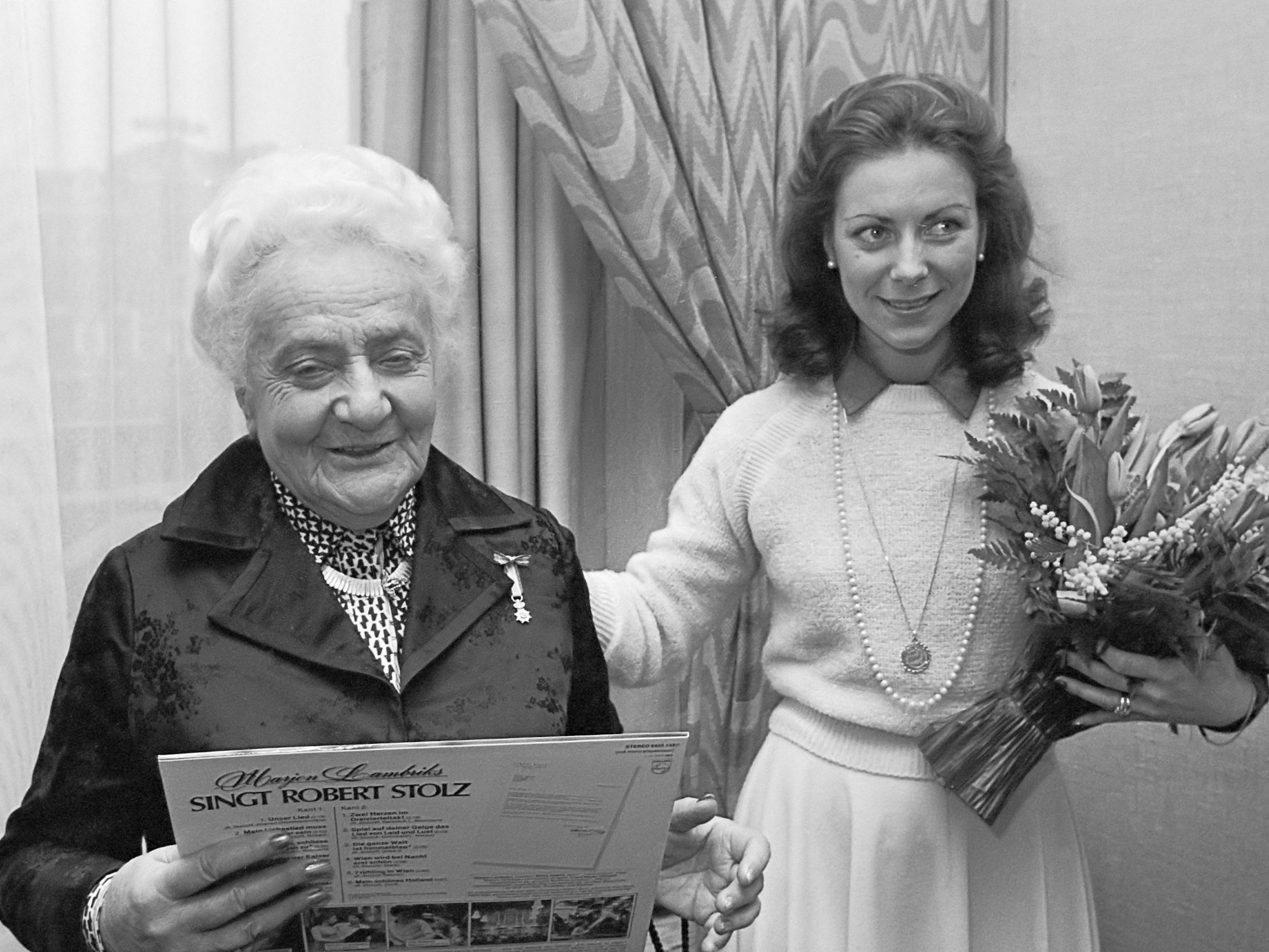
Paula Lindberg (à gauche) avec Marjon Lambriks en 1980.

En 1926, sa mère meurt, à la suite d'une mauvaise grippe, dit-on à Charlotte. Elle apprendra plus tard qu'en réalité, sa mère s'est suicidée, comme l'ont fait beaucoup de membres de la famille Grünwald (notamment sa sœur, qui portait le prénom de Charlotte, à l'âge de 18 ans).
Charlotte commence ses études secondaires en 1927 au lycée de jeunes filles de Charlottenbourg (Fürstin-Bismarck-Gymnasium).
En septembre 1930, son père épouse en secondes noces l'artiste lyrique Paula Lindberg (1897-2000).

### 1933-1939: à Berlin, sous le régime nazi
Après l'accession d'Adolf Hitler au poste de chancelier le 30 janvier 1933, commencent les répressions et sévices contre ceux que les nazis considèrent comme des « ennemis du peuple allemand » : les communistes, les sociaux-démocrates, les syndicalistes, les francs-maçons, les tziganes et surtout les Juifs. Ceux-ci vont être soumis à des interdictions professionnelles de plus en plus larges.
Dès 1933, Albert Salomon (en) perd le droit d'enseigner à l'université. Il peut continuer d'exercer la médecine, notamment parce qu'il est ancien combattant, mais seulement auprès des Juifs. Il va travailler dans des institutions médicales juives.

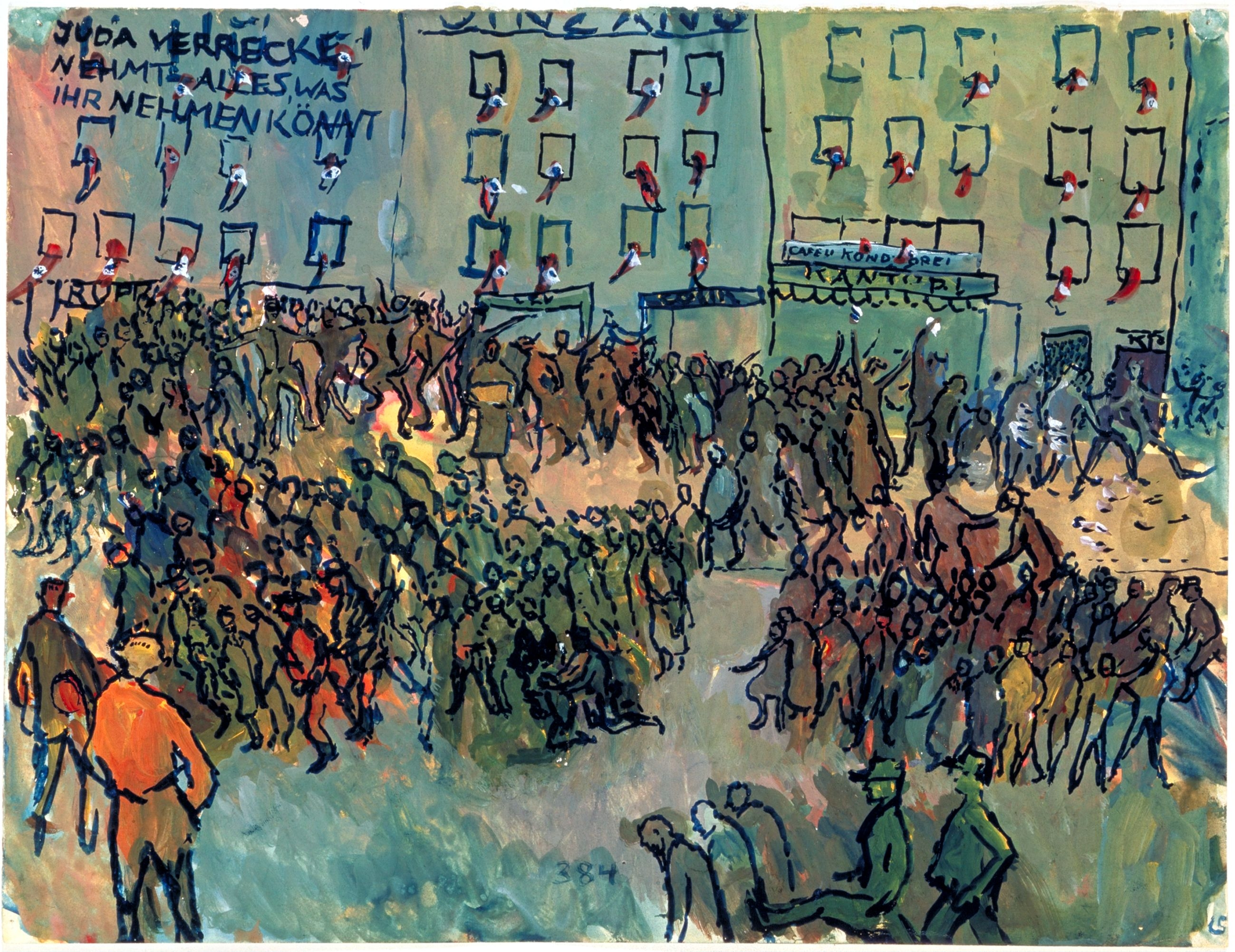
La Nuit de Cristal (vers 1940-1942).

En raison de l'antisémitisme ambiant, Charlotte quitte le lycée à la rentrée 1933, un an avant l'abitur (baccalauréat). Elle commence alors à se consacrer au dessin, pour lequel elle se révèle douée. En 1936, elle réussit même à entrer à l'Académie des arts de Berlin malgré le très faible quota alloué aux Juifs. Elle y reste jusqu'en 1938 : ayant été classée première d'un concours jugé anonymement et s'étant vu refuser le droit d'aller recevoir le prix en raison de ses origines juives, elle décide de cesser de fréquenter l'Académie.
En 1935, Charlotte Salomon, qui n'a plus de professeur de chant, devient l'élève d'Alfred Wolfsohn (1896-1962), lui aussi juif. Au cours des années suivantes, des relations s'établissent malgré la différence d'âge entre Alfred et Charlotte, qui en restera profondément marquée comme le montrent ses travaux durant la guerre.
Le 9 novembre 1938 a lieu la Nuit de Cristal, qui montre que les Juifs d'Allemagne sont gravement menacés. Albert Salomon est arrêté et interné au camp de concentration de Sachsenhausen, mais grâce à des démarches de Paula, il est libéré à la fin du mois, très affaibli physiquement. La famille décide alors qu'il faut quitter l'Allemagne.

### 1939-1940: en France
En janvier 1939, Charlotte quitte le pays pour rejoindre ses grands-parents maternels, Ludwig Grünwald (1862-1943) et Marianne née Benda (1867-1940), partis d'Allemagne dès 1934 pour Rome, et qui se sont ensuite installés sur la Côte-d'Azur, à Villefranche-sur-Mer. En 1939, ils résident avec d'autres réfugiés (surtout des enfants) dans un pavillon au fond de la grande propriété (l'Ermitage) d'une riche Américaine d'origine allemande, Ottilie Moore.
Au mois de mars 1939, de leur côté, Albert et Paula parviennent à quitter l'Allemagne pour Amsterdam aux Pays-Bas.
Après quelques semaines passées chez Ottilie Moore, Charlotte et ses grands-parents décident de quitter l'Ermitage et s'installent à Nice (villa Eugénie, avenue Neuscheller). La grand-mère ne sort cependant pas d'une dépression prononcée, liée à la situation de guerre et aux menaces qui planent sur les Juifs. C'est durant cette période que (selon David Foenkinos), après une tentative de suicide de la grand-mère, le grand-père de Charlotte lui révèle le suicide de sa mère et de nombreuses autres femmes de la famille. Le 20 mars 1940, la grand-mère de Charlotte réussit à se suicider.
Fin mai 1940, alors que l'armée allemande a lancé l'offensive contre la France, Charlotte et son grand-père sont internés au camp de Gurs dans les Basses-Pyrénées, en tant que ressortissants allemands, donc « ennemis ». Cette mesure touche depuis le début de la guerre de nombreux réfugiés allemands ou autrichiens, placés dans divers camps (Pithiviers, Beaune-la-Rolande, etc.). Une autre internée de Gurs au moment où ils s'y trouvent est Hannah Arendt.
Ils sont libérés quelques mois plus tard en raison du mauvais état de santé du grand-père et parviennent à regagner Villefranche-sur-Mer.

### 1940-1942: en zone non occupée
À la suite de l'armistice de juin 1940, Villefranche se trouve en zone non occupée ou « zone libre » (les Allemands occupent la moitié nord de la France et la côte atlantique ; les Italiens occupent seulement Menton et ses alentours ainsi que quelques zones de la frontière des Alpes).
En octobre 1941, leur hôtesse américaine, dont le pays n'est pas encore entré en guerre, quitte la France pour les États-Unis. Quelques semaines plus tard, Charlotte Salomon s'installe seule à la pension La Belle Aurore à Saint-Jean-Cap-Ferrat, afin de se remettre au travail d'artiste peintre.
C'est là qu'elle va élaborer le grand œuvre de sa vie : Leben? oder Theater? (littéralement : « Vie ? ou Théâtre ? »)

### 1942-1943: en zone d'occupation italienne
Le 11 novembre 1942, en réponse au débarquement anglo-américain en Afrique du nord, les Allemands envahissent la zone non occupée à l'exception de la partie dévolue à l'occupation italienne, qui inclut la région de Nice. Pour les réfugiés juifs, c'est un bienfait, car aucune mesure antisémite n'est prise en zone italienne.
Fin 1942, Charlotte Salomon rejoint son grand-père à Nice, car elle ne peut rester en France que sur la base de son statut de personne responsable de son grand-père. Son œuvre laisse cependant deviner que leurs relations sont entachées d'abus de la part du grand-père : Charlotte confesse que ce qu'elle doit faire pour son grand-père lui fait honte, et qu'il lui demande de partager sa chambre. Elle raconte aussi dans Vie ? ou Théâtre ? que dix nuits dans un train bondé lui sont moins pénibles qu'une seule avec son grand-père. En 2015, une de ses lettres rendue publique révèle qu'elle a empoisonné son grand-père en lui préparant une omelette au véronal en février 1943. Elle dessine son portrait pendant que le poison agit,.
Le 17 juin 1943, Charlotte Salomon épouse à Nice Alexander Nagler, né le 25 août 1904 à Czernowitz, un réfugié juif de nationalité autrichienne qui aurait été un amant d'Ottilie Moore (cs)[réf. nécessaire].

### Septembre-octobre 1943: occupation allemande et déportation
Après que l'Italie a signé l'armistice avec les Alliés en septembre 1943 et que Mussolini a été remplacé comme chef de gouvernement par le maréchal Badoglio, l'armée allemande envahit la zone d'occupation italienne en France. Commence alors pour les Juifs la traque et la déportation.
C'est à la suite d'une dénonciation que Charlotte Salomon et son époux sont arrêtés. N'ayant pas caché leur judéité au moment de leur mariage et ayant fait une déclaration de résidence en tant que juifs, leur cas est rapidement déféré à la Gestapo.
D'abord emmenés à l'hôtel Excelsior — siège niçois de la Gestapo — le 21 ou le 24 septembre, ils sont transférés au camp de Drancy, d'où le 7 octobre, ils sont acheminés vers Auschwitz par le convoi no 60.
Le 10 octobre, immédiatement après son arrivée, Charlotte, enceinte de cinq mois, est envoyée à la mort dans une des chambres à gaz d'Auschwitz-Birkenau. Son époux meurt le 1er janvier suivant d'épuisement au travail.

## Œuvre

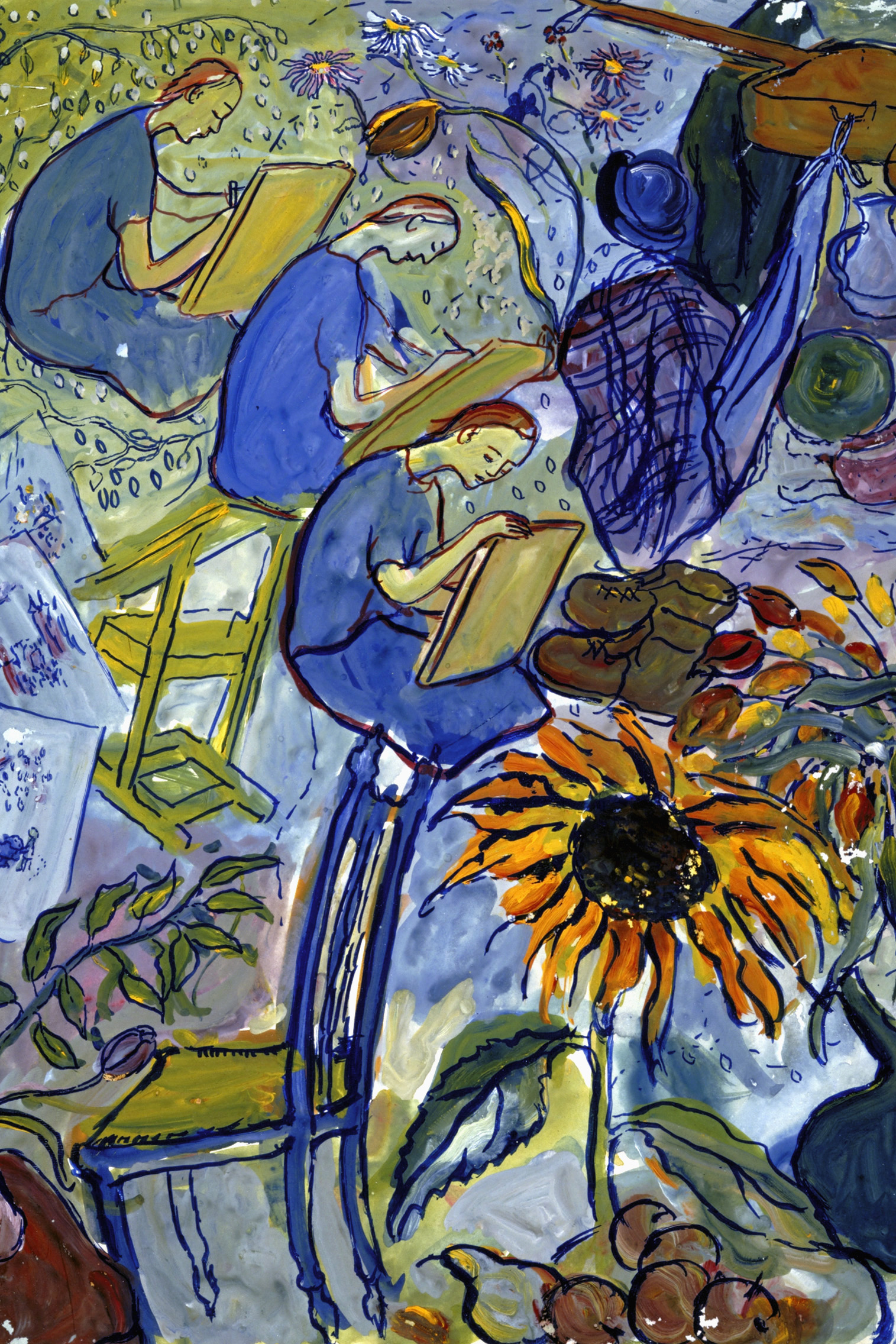
Gouache tirée de la série Est-ce la vie ou du théâtre ? (vers 1940-1942).

Charlotte Salomon fait des études d'art à Berlin et commence à peindre avant la guerre.
Alors que tous les événements relatifs aux persécutions, aux arrestations, à la guerre et à sa propre histoire la plongent dans une crise profonde, elle entreprend, pour lutter contre le désespoir lors de son séjour en France, de peindre une série de peintures sur papier. De la fin 1940 à la mi-1942, elle se consacre à cette œuvre autobiographique Leben? oder Theater?, sous-titrée « ein Singspiel ».
En 18 mois, elle peint environ 1 325 gouaches et aquarelles en se limitant, pour faire toutes ses couleurs, au blanc, au rouge vermillon, au jaune moyen et au bleu outremer sur un format quart-raisin. Elle choisit de n'en terminer vraiment qu'un peu plus de 800.
Ces images montrent sa famille et ses amis, dont elle change les noms de famille, mettent en scène son enfance et sa jeunesse mais aussi les événements qu'elle a traversés. Cette œuvre complexe s'accompagne parfois aussi de textes et de musiques. Les textes, poétiques souvent, parsemés de citations de la littérature allemande, sont écrits en lettres capitales et inscrits dans ses planches, un peu à la manière d'une bande dessinée.
Peu avant son arrestation, en lui disant « Gardez-les bien, c’est toute ma vie », elle confie les gouaches de Leben? oder Theater? à un ami proche, le docteur Moridis, afin qu'il les remette plus tard à Ottilie Moore.
De retour en Europe en 1946, cette dernière reçoit du Dr Moridis l'ensemble de l'œuvre picturale de Charlotte Salomon et le transmet, en 1947, aux parents Salomon. Albert Salomon, rescapé après s'être évadé du camp de concentration de Westerbork aux Pays-Bas, et son épouse Paula ont survécu au conflit.
Totalement ignorants de l'existence de l'œuvre de leur fille, ils la conservent dans cinq boîtes soigneusement entourées de tissu. Ils n'en parlent qu'à leur ami Otto Frank, le père d'Anne Frank, venu leur demander leur avis concernant la biographie de leur fille. En 1959, ils en signalent l'existence au Stedelijk Museum d'Amsterdam et plusieurs expositions s'ensuivent.
Le 20 novembre 1971, Albert Salomon (mort en 1976) et son épouse (morte en 2000) donnent au musée historique juif (Joods Historisch Museum), le musée d'histoire juive d'Amsterdam, cette œuvre autobiographique et unique en son genre.
En 2018, Benoît Peeters, spécialiste et auteur de bande-dessinée, évoque l’œuvre de Charlotte Salomon dans une conférence sur l'histoire de la bande-dessinée. Selon lui, bien que Charlotte Salomon n'ait probablement pas eu l'intention de produire une bande-dessinée au moment de sa création, son œuvre correspond aux codes de la bande-dessinée contemporaine, en particulier en se rapprochant des codes du roman graphique et en s'exposant. Benoît Peeters déclare ainsi : « Elle a une intention, qui est proche non pas de la bande-dessinée qui peut se pratiquer à cette époque aux États-Unis et en Europe, mais bien de la bande-dessinée telle qu'elle peut se réinventer aujourd'hui. Et là, l'affirmation, la réaffirmation de cette œuvre ne se fait pas par hasard aujourd'hui. Elle est recevable en tant que telle. Sa forme brusquement trouve presque un nom. Sa forme, ses formats, sa manière de pouvoir se publier mais aussi s'exposer devient tout à coup notre contemporaine alors qu'elle n'était contemporaine de rien. »

Usage de la typographie
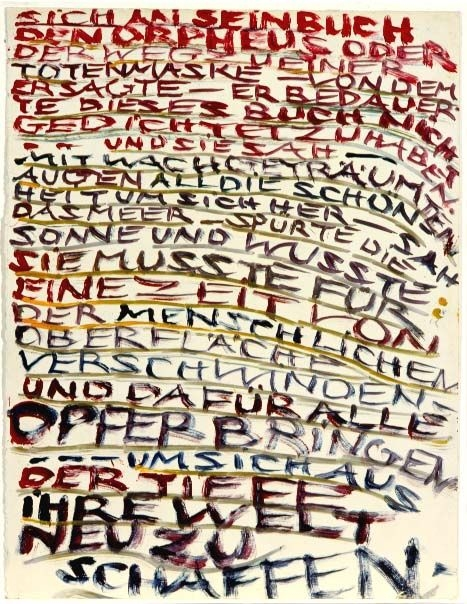
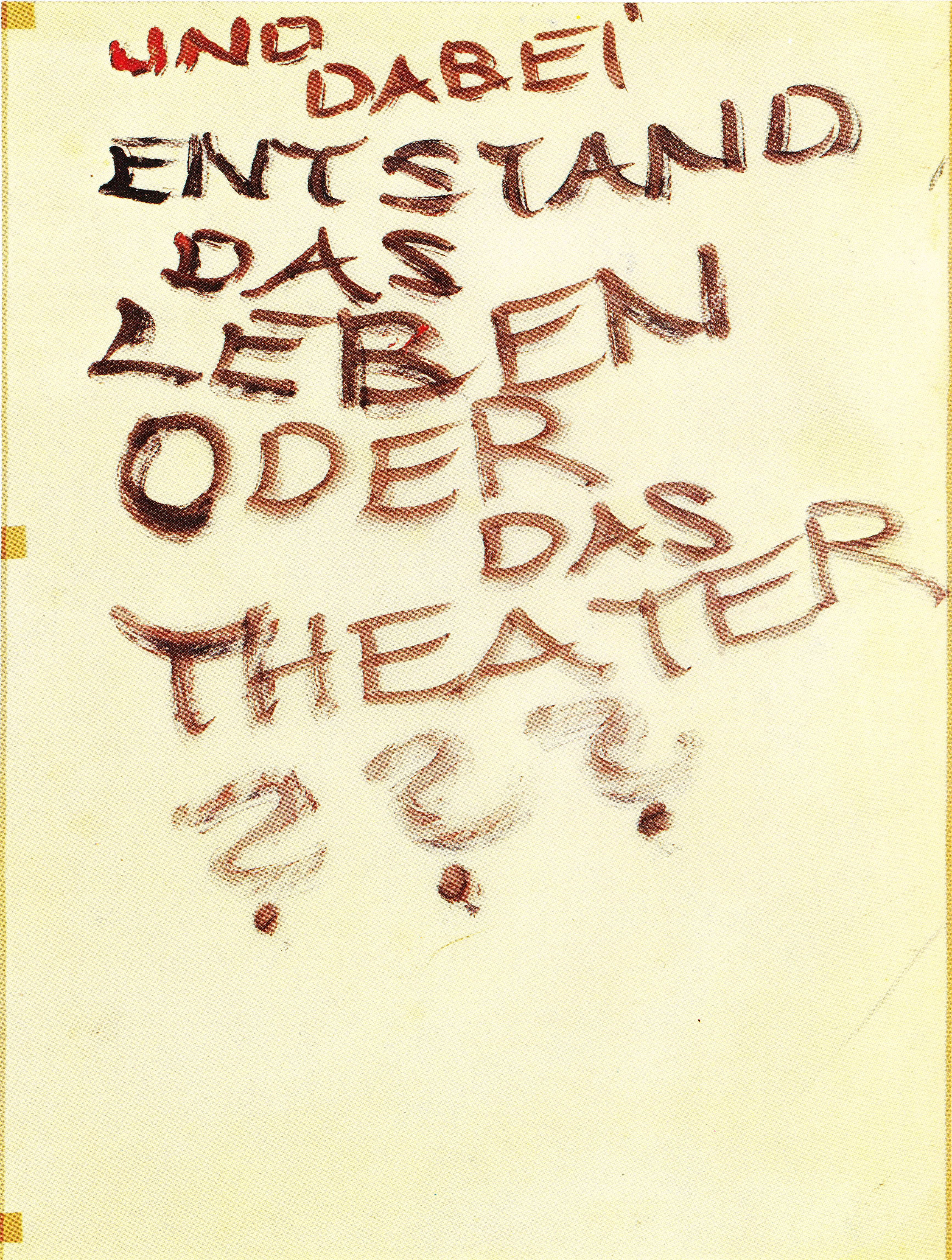
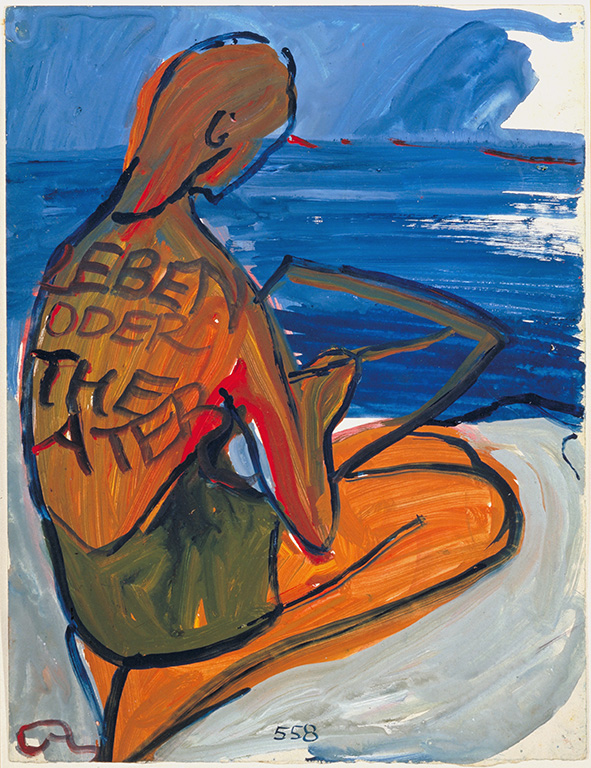

Usage de transparents
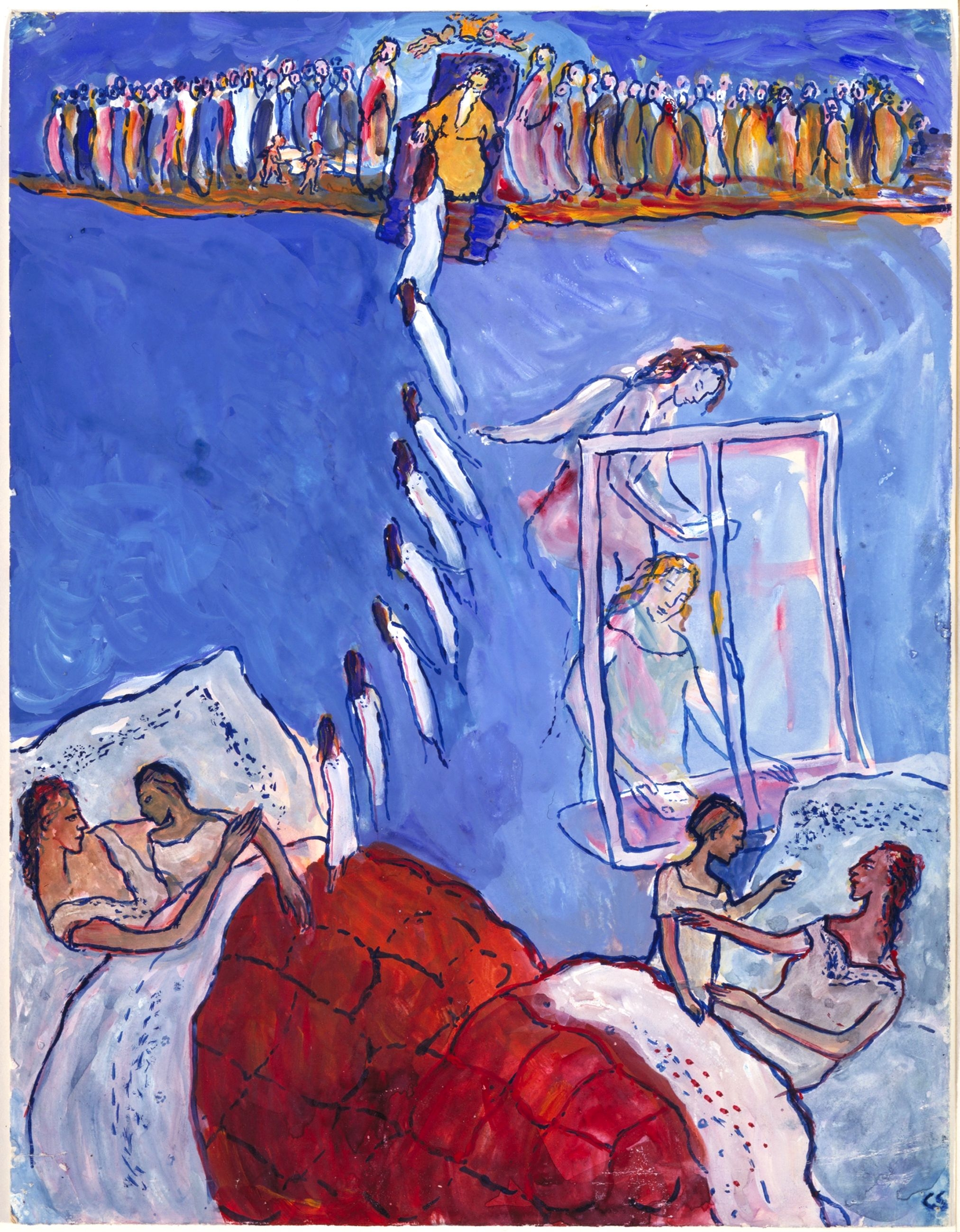
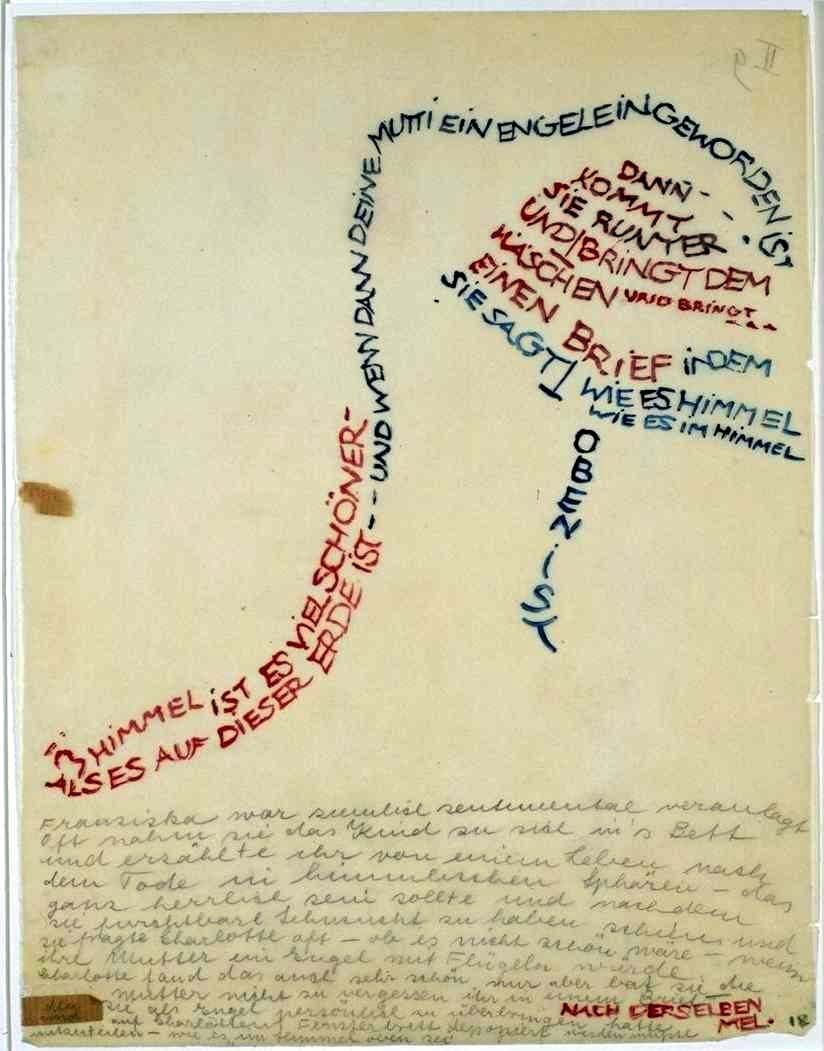
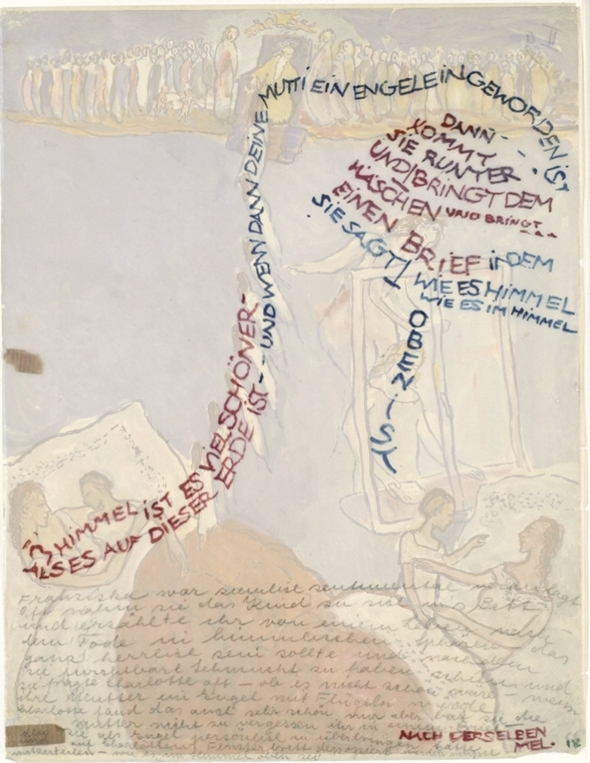

## Publication
- Charlotte Salomon, Vie ? ou Théâtre ?, Paris, Le Tripode, 2015  (ISBN 978-2370550682).
  - Nouvelle édition : Paris, Le Tripode, 2024, 822 pages  (ISBN 978-2370554338).

## Expositions
- Amsterdam, musée historique juif, Charlotte Salomon Foundation[17] : « Charlotte Salomon. Le choix de Jonathan Safran Foer, Bernice Eisenstein et Ernst van Alphen », du 4 juin au 17 octobre 2010[18].
- DOCUMENTA (13), 2012.
- Charlotte Salomon, Villefranche-sur-Saône, chapelle Saint-Elme, du 9 mai au 30 septembre 2015.
- Charlotte Salomon : vie ? ou théâtre ?, Nice, musée Masséna, du 5 février au 24 mai 2016.

## Charlotte Salomon dans les arts et la littérature

### Musique

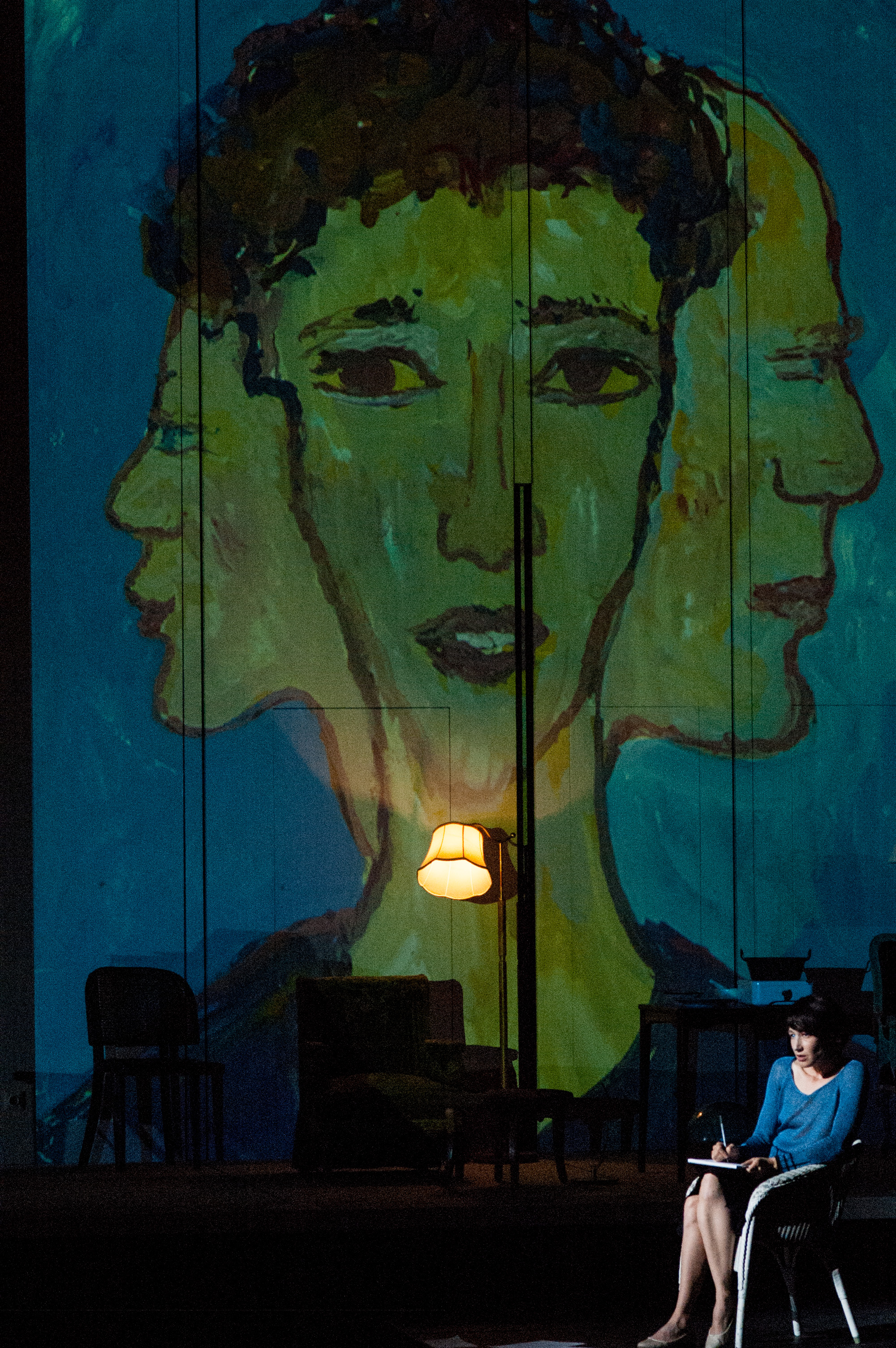
L'opéra Charlotte Salomon au festival de Salzbourg en 2014.

- 2014 : Charlotte Salomon, opéra en deux actes, prélude et épilogue ; livret de Barbara Honigmann d'après la pièce Leben? oder Theater? de Charlotte Salomon, musique de Marc-André Dalbavie ; commande[19] du festival de Salzbourg, créée par Luc Bondy à la Felsenreitschule le 28 juillet 2014.
- 2017 : CHARLOTTE: A Tri-Coloured Play with Music, du compositeur tchèque Aleš Březina, sur un livret du canadien Alon Nashman, sous la direction de la scénographe britannique Pamela Howard[20] au Luminato Festival de Toronto[21] et au World Stage Design Festival de Taipei (Taiwan)[22],[23],[24].

### Danse
- Charlotte Salomon : La mort et la peintre (en), ballet en deux actes de Bridget Breiner (en) et Michelle DiBucci (en), créé en 2015 à Gelsenkirchen.

### Roman
- Richard Millet, Charlotte Salomon, Éditions Pierre-Guillaume de Roux, janvier 2014  (ISBN 978-2363710833).
- David Foenkinos, Charlotte (roman qui s'inspire de la vie de l'artiste), Gallimard nrf, août 2014  (ISBN 978-2-07-014568-3). Prix Renaudot en 2014, prix Goncourt des lycéens en 2014.

### Théâtre
- Charlotte, libre adaptation d'Est-ce la vie ou du théâtre ? de Charlotte Salomon et de Charlotte de David Foenkinos, conception et mise en scène de Muriel Coulin, créé en 2019 au Théâtre du Rond-Point[25].
- Charlotte, avec Audrey Tautou et Gail Ann Dorsey, d'après l'œuvre de Charlotte Salomon et le roman Charlotte de David Foenkinos, mise en scène de Jérémie Lippmann, en janvier 2024 à la Seine Musicale[26].

### Cinéma
- Charlotte S. (titre original : Charlotte), film néerlandais de Frans Weisz, sorti en 1981.
- Charlotte, film d'animation canadien-belge-français d'Eric Warin et Tahir Rana, sorti en 2022, avec Keira Knightley prêtant sa voix à Charlotte Salomon dans la version anglaise et Marion Cotillard dans la version française[27],[28],[29].
- Charlotte Salomon, la jeune fille et la vie, film documentaire français de Delphine Coulin et Muriel Coulin (2022), 75 minutes, diffusion sur Arte le 25 janvier 2024[30].

## Hommages
- Des Stolpersteine, pavés enchâssés dans la chaussée, créés par Gunter Demnig, notamment en Allemagne, en mémoire des victimes des nazis, rendent hommage à Charlotte Salomon et ses proches
- Charlotte Salomonlaan, à Pijnacker, près de Delft, Pays-Bas
- Charlotte Salomon-Hain, à Berlin, quartier de Rummelsbourg

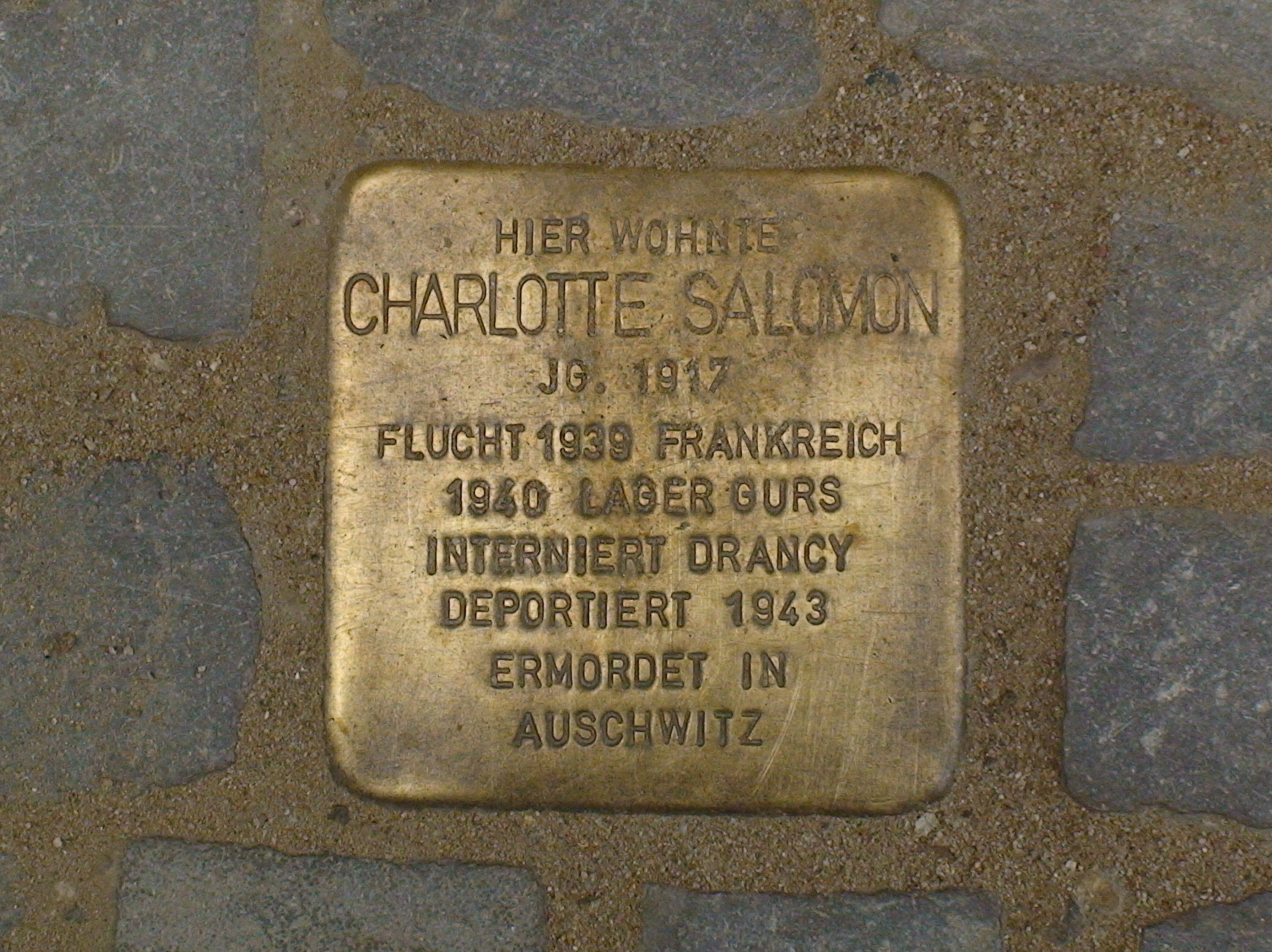
Stolperstein, Wielandstraße 15, Berlin-Charlottenburg.
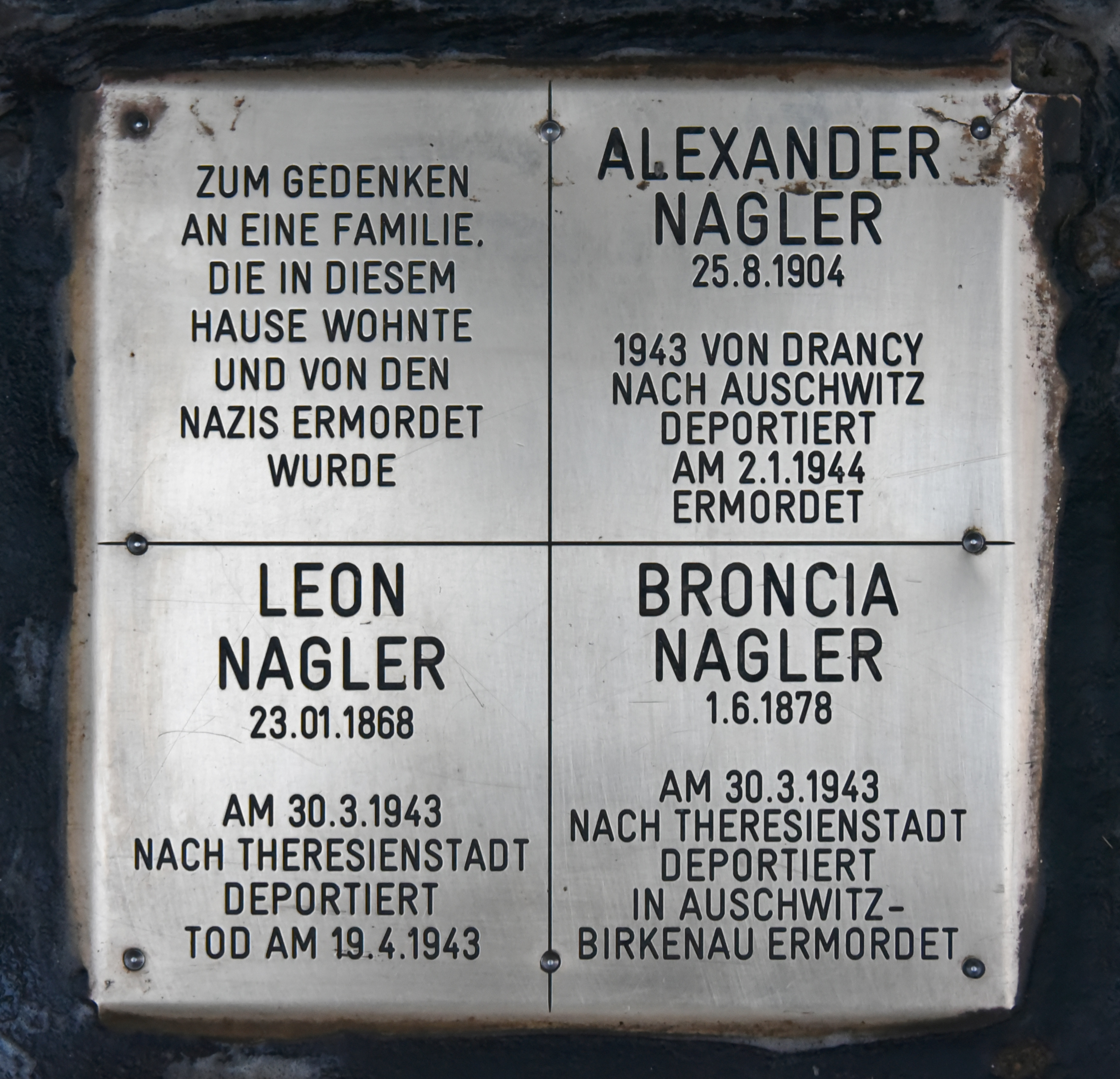
Stolpersteine en mémoire d'Alexander, Leon et Broncia Nagler.

### Radio
- « Vie ? Ou théâtre ?, l'unique ouvrage de Charlotte Salomon », France Culture, Le Book Club, avec Emmanuel Guibert, dessinateur et scénariste de BD et Charlotte Bréhat, éditrice, le 22 octobre 2024.